# Claudi Aranyó i Aranyó
Claudi Aranyó i Aranyó   (Barcelona, 1827 - 7 de juny de 1884) fou un industrial català, pertanyent a una nissaga de fabricants tèxtils originària de Manresa.

## Biografia
Era fill de Gaietà Aranyó i Torrents i de la seva cosina Isabel Aranyó i Parera. El pare tenia una fàbrica tèxtil a Barcelona amb el seu cosí i alhora cunyat Lluís (vegeu casa-fàbrica Gorgot-Aranyó). Claudi va heretar aquesta empresa, i fou la base per constituir el 1853 la companyia Antoni Escubós i Cia juntament amb altres fabricants. Aquest projecte va esdevenir una de les principals firmes llaneres i de teixits de mescla catalanes, que tenia fàbriques al Poblenou (vegeu Vapor de la Llana i Ca l'Aranyó), Mollet del Vallès i Santa Perpètua, però que es dissolgué el 1873. Llavors Claudi va seguir en solitari.
Quan el govern espanyol va signar un tractat comercial amb França tot el sector industrial català de la llana rebé un cop molt dur. Claudi es va sumar als moviments que demanaven polítiques proteccionistes que permetessin consolidar la indústria local, però no aconseguiren la resposta desitjada del govern. Per aquest motiu va canviar la llana per fer teixits que fossin de cotó. A més a més Arañó fou membre del consell d'administració del ferrocarril i les mines de Sant Joan de les Abadesses, i també va ser vocal del consell d'administració de la sucursal oberta a Barcelona el 1874 del Banc d'Espanya.
Es casà amb la seva cosina Carolina Aranyó i Matallana i tingueren diversos fills, un d'ells Josep Aranyó i Aranyó. Fou enterrat al Cementiri del Poblenou (departament II, tomba 40).